# Porbandar (ciutat)
Porbandar (gujarati પોરબંદર) és una ciutat i municipi del Gujarat capital del districte de Porbandar, famosa per ser lloc de naixement de Mohandas Gandhi, el pare del qual fou ministre del principat de Porbandar. El nom deriva de Porai (deessa tutelar) i Bandar que vol dir "port" en persa; al segle X s'esmenta com a 'Pauravelakul', que potser voldria dir "Terra de la gent de Porai"; a l'èpica hindú s'esmenta com a Sudamapuri, lloc d'origen de Sudama, amic de Krixna. Consta al cens del 2001 amb una població de 133.083 habitants. La ciutat disposa d'un aeroport.

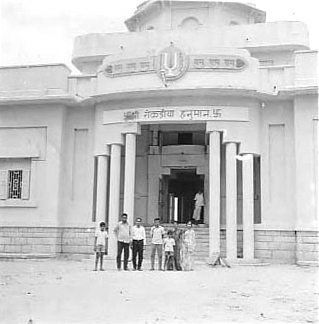
Temple Rokhadia Hanuman, 1958

## Llocs interessants
- Kirti Mandir (on va néixer Mahatma Gandhi)
- Sudama Mandir
- Bharat Mandir
- Gita Mandir
- Gayatri Mandir
- Ram Dhoon Mandir
- Temple Rokadia Hanuman
- Sandipani Vidyaniketan
- Mahal de Rana Bapu
- Chowpati
- Satyanarayan Mandir
- Kamla Nehru park
- Temple de Sai Baba Dat Sai Mandir
- Shri Hari Mandir
- Ram Krishna Mission
- Planetarium Nehru
- Tara Mandir
- Swaminarayan Mandir
- Bhutnath Mandir
- Chadeshwar Mahadev i temple d'Ajani Mataji, a 3 km

## Agermanament
Està agermanada amb Skokie, Illinois